# Aeropuerto de Powell River
El Aeropuerto de Powell River (del inglés: Powell River Airport) (IATA: YPW, OACI: CYPW) está ubicado adyacente a Powell River, Columbia Británica, Canadá.

## Aerolíneas y destinos
- Pacific Coastal Airlines
  - Vancouver / Aeropuerto Internacional de Vancouver